# Europeiska unionens domstols rättspraxis
Europeiska unionens domstols rättspraxis är den rättspraxis som utvecklats av EU-domstolen. Den är en av unionsrättens rättskällor. Genom sin rättspraxis har EU-domstolen fastslagit en rad viktiga principer, däribland principen om direkt effekt och företrädesprincipen.
Rättspraxis utvecklas av EU-domstolen genom dess avgöranden i olika mål. En stor del av rättspraxisen härrör från förhandsavgöranden.

## Tolkningsmetoder
Som en del av sin rättspraxis har EU-domstolen utvecklat vissa tolkningsmetoder för att tolka unionsrätten när tvetydigheter uppkommer. EU-domstolen har konsekvent lutat sig mot den teleologiska tolkningsmetoden (ändamålsorienterad tolkning) som innebär att tolkning ska ske ändamålsenligt, alltså med utgångspunkt i vad syftet med en viss bestämmelse anses vara. Syftet med en sådan tolkningsmetod är att säkerställa att syftet med olika bestämmelser i unionsrätten efterföljs i så hög grad som möjligt, att undvika orimliga konsekvenser samt att fylla igen luckor som annars skulle uppkomma i tillämpningen av unionsrätten. Icke-bindande rättsakter eller icke-bindande delar av en rättsakt, särskilt skälen i ingressen, kan således ha stor betydelse för tolkningen av rättsligt bindande bestämmelser.
I vissa fall använder sig EU-domstolen även av en flerspråkig tolkningsmetod som innebär att olika språkversioner, som alla är lika giltiga, jämförs för att bestämma hur en viss bestämmelse bör tolkas. EU-domstolen utgår även ifrån en autonom tolkning, som innebär att alla begrepp inom unionsrätten ska tolkas självständigt från de definitioner som de eventuellt kan ha i en nationell rättsordning, såvida inte unionsrätten uttryckligen hänvisar till nationell lagstiftning. Syftet är att säkerställa en enhetlig tolkning och tillämpning av unionsrätten inom hela unionen.

## Viktiga principer
EU-domstolen har genom sin rättspraxis slagit fast en rad viktiga principer. En av de viktigaste är principen om direkt effekt, som innebär att bestämmelser i unionsrätten i vissa fall skapar rättigheter som enskilda kan åberopa direkt inför en nationell domstol. En annan viktig princip är företrädesprincipen, som innebär att en nationell bestämmelse som strider mot unionsrätten inte får tillämpas av en domstol eller annan myndighet. Även icke-bindande rättsakter kan ha betydelse för tolkningen av nationell och europeisk rätt genom så kallad indirekt effekt.